# SS-Oberst-Gruppenführer

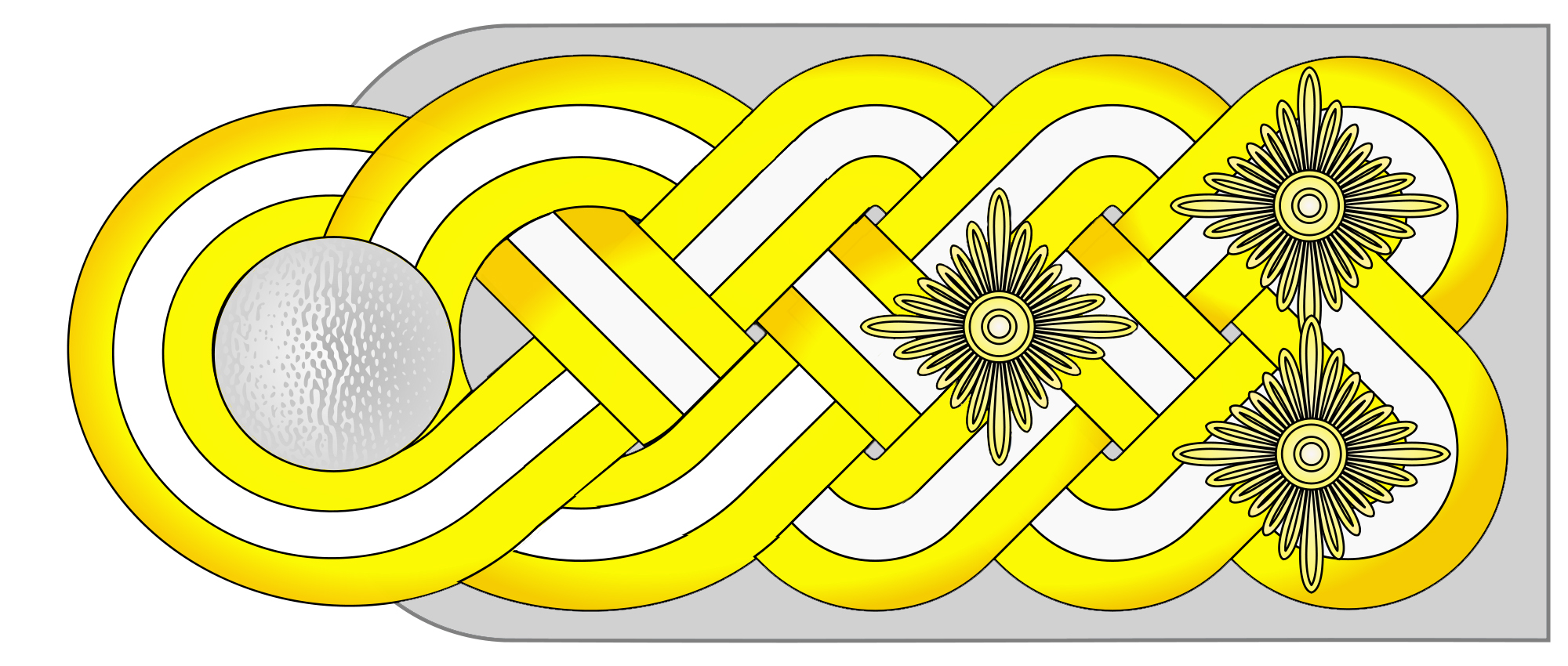
Galón de SS-oberstgruppenführer.

Emblema de cuello de un SS-oberstgruppenführer.

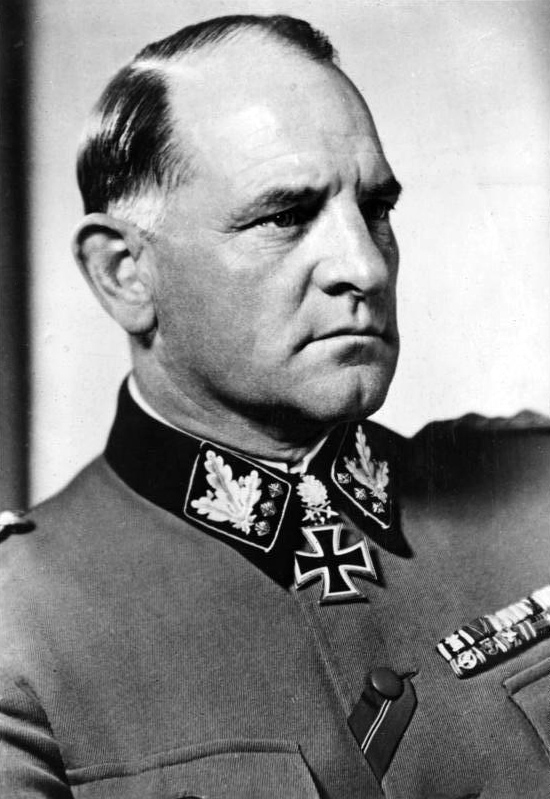
El SS-oberstgruppenführer Josef Dietrich.

SS-oberst-gruppenführer (abreviado Oberstgruf) fue el segundo rango militar de más alta jerarquía de las SS (Schutzstaffel) así como de las Waffen SS, todas organizaciones del Partido Nazi y de Alemania durante el periodo de 1925 hasta 1945. Este rango fue introducido el año 1942 en la estructura de mando de las SS. El único grado inmediatamente superior al de SS-oberstgruppenführer solo fue el de reichsführer-SS, pero este último rango solo lo ostentaba el comandante en jefe de las SS, por lo que usualmente oberstgruppenführer era el máximo rango al que podía aspirar un oficial de las SS.
Si un oberstgruppenführer pertenecía a las Waffen-SS llevaba doble graduación por lo que el rango figuraba en el escalafón como:
SS-oberstgruppenführer und Generaloberst der Waffen-SS. En caso de pertenecer a cuerpos de policía su rango figuraba como:
SS-Oberstgruppenführer und Generaloberst der Polizei. La razón de la doble graduación procede de que en el campo de batalla a veces unidades del Heer (Ejército regular) terminaban comandadas por generales de las SS, o al revés unidades de las Waffen-SS terminaban comandadas por generales del Ejército regular. Para solucionar esto Heinrich Himmler dictó un decreto que hacía que los generales de las SS que pertenecían a las Waffen-SS y cuerpos policiales llevaran además del grado de las SS su equivalencia respectiva, ya que los miembros del Heer (Ejército) y de la policía que no eran de las SS se confundían con el sistema de graduaciones de las SS, pero el llevar la equivalencia no indicaba más jerarquía. Además se debía tener el grado de SS-brigadeführer para que se aplicara lo de la equivalencia.
El rango de oberstgruppenführer equivalía a coronel general. En otros ejércitos podría equivaler al capitán general que actualmente existe en el Ejército de Tierra de España.
Este grado es superior al de general (obergruppenführer). El grado oberstgruppenführer en algunos otros ejércitos puede equivaler a mariscal de campo debido a la gran cantidad de generalato existente en las SS.
Lista de oficiales que ostentaron el rango de SS oberstgruppenführer:
- Hans Kammler, encargado de diseñar los campos de concentración nazis.
- Franz Xaver Schwarz (ad honorem), fue tesorero del Partido Nazi.
- Joseph Dietrich, oficial de carrera.
- Kurt Daluege, oficial de policía de carrera.
- Paul Hausser, oficial de carrera.

Y sin confirmar, pues no recibieron títulos sino confirmaciones verbales solamente:
- Karl Wolff, oficial de carrera.
- Hans Prutzmann, oficial de carrera.

- Datos: Q161218
- Multimedia: SS-Oberst-Gruppenführer / Q161218